# Rangsdorf
Rangsdorf är en kommun (tyska: Gemeinde) och ort i Tyskland, belägen i Landkreis Teltow-Fläming i förbundslandet Brandenburg, 28 km söder om Berlins centrum.   Orten är huvudsakligen känd som bad- och semesterort, samt för sitt numera nedlagda flygfält.

## Geografi
Rangsdorf ligger i södra utkanten av Storstadsregion Berlin/Brandenburg, omkring 28 km söder om centrala Berlin, på östra sidan av sjön Rangsdorfer See.  Sjön och den omgivande skogen är ett populärt bad- och fritidsområde för boende i regionen.  Vid sjön ligger villaområdet Klein Venedig, som fått sitt namn av de många små kanalerna som löper genom området.

### Administrativ indelning
Kommunen indelas i 

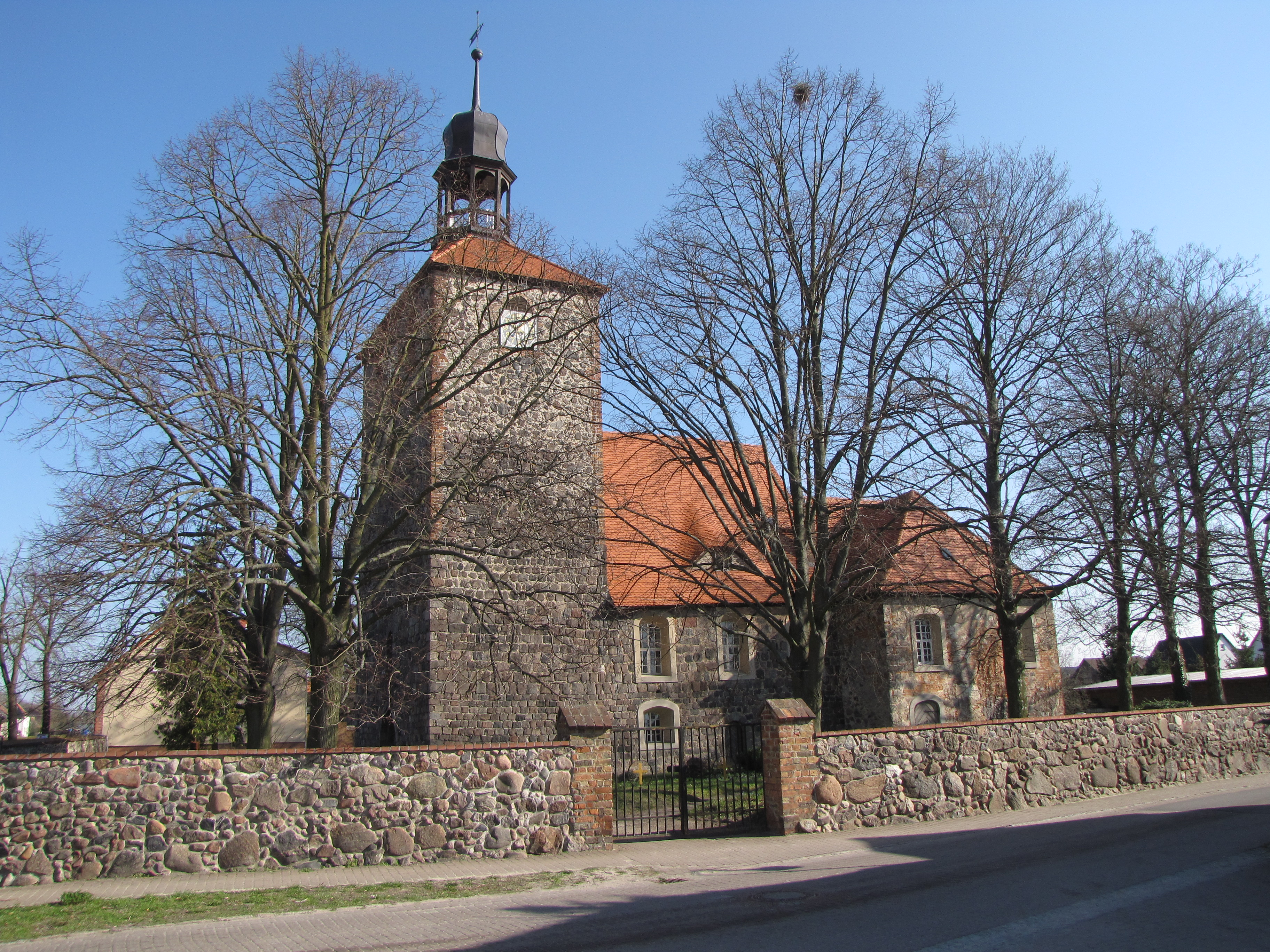
Gross Machnows medeltida bykyrka

- Rangsdorfs huvudort (omkring 9 000 invånare),

samt de två mindre orterna och kommundelarna 
- Gross Machnow (ty. Groß Machnow, omkring 1 300 invånare)
- Klein Kienitz (omkring 150 invånare).

Den nuvarande kommunindelningen gäller sedan 2003, då den dittills självständiga orten Gross Machnow slogs samman med Rangsdorf.

## Historia

### Förhistoria
Rangsdorfer See bildades efter Weichselnedisningen, den senaste istiden.  Förhistoriska fynd från omkring 8000 år f. Kr. visar att stenåldersbosättningar fanns vid sjöns strand.  Under järnåldern bodde den germanska stammen semnonerna i området och efter att de lämnat området under folkvandringstiden fick Teltowplatån omkring 600-talet en slavisk befolkning.  Inga fynd som tyder på en slavisk föregångarby till Rangsdorf har hittats.

### Medeltida byar
Byarna Rangsdorf, Gross Machnow och Jühnsdorf grundades av tyska kolonisatörer i samband med Ostsiedlung-perioden i Mark Brandenburg under 1100- och 1200-talen.  I Karl IV:s landbok från 1375 omnämns byarna första gången i skrift, som Rangenstorpp, Joensdorff och Magna Machenow.  Av dessa var Gross Machnow den mest betydande byn i Teltowregionen, och kyrkor uppfördes under 1300-talet i Gross Machnow och Klein Kienitz, senare även i Rangsdorf och Jühnsdorf.  Under 1500-talet anlades större gods i byarna.
Byarna härjades svårt i Trettioåriga kriget och återbefolkades långsamt under slutet av 1600-talet.

### Villaförort och badort
Rangsdorf fick en järnvägsstation 1875 på sträckan Berlin-Dresden, Dresdener Bahn.  I etapper styckades under 1900-talets början flera områden av från riddargodsen Rangsdorf och Gross Machnow, för anläggande av villabosättningar inom pendlingsavstånd från Berlin.  Under 1920- och 1930-talen blev orten en populär badstrand och sommarutflyktsort för Berlinborna, och ett stort strandcasino uppfördes vid Rangsdorfer See.  1940 anslöts Rangsdorfs station till Berlins pendeltågsnät.  Pendeltågstrafiken ställdes sedermera in 1961 vid Berlinmurens byggande och har inte återupptagits.

### Nazityskland och andra världskriget

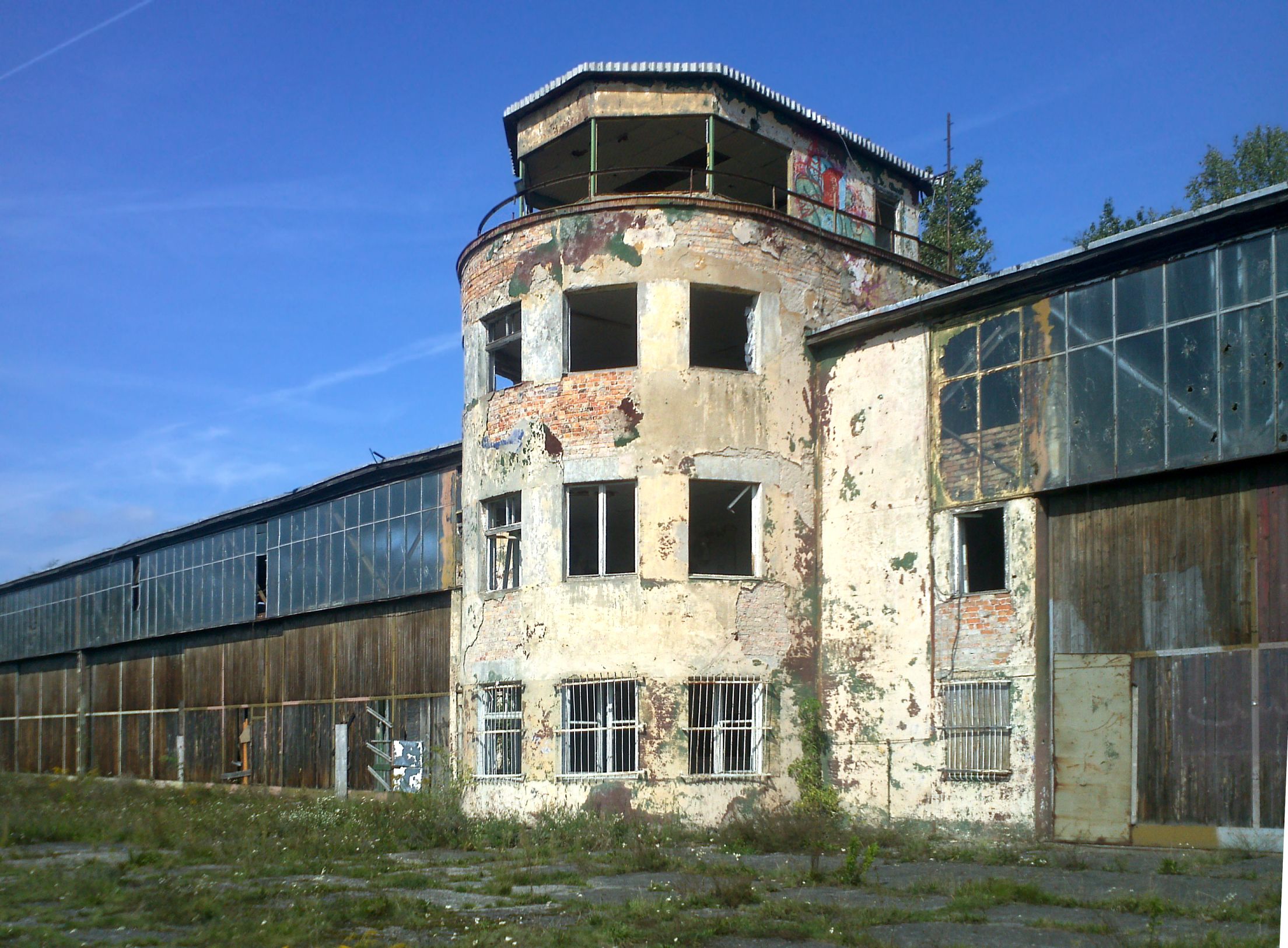
Ruinerna av Bückerverken och kontrolltornet vid flygplatsen

Flygplanstillverkaren Bücker Flugzeugbau flyttade 1935 från Johannisthals flygfält till Rangsdorf. År 1936 byggdes flygfältet ut till sportflygplats.  Under perioden oktober 1939 - mars 1940 användes flygplatsen som Berlins civila huvudflygplats, då Berlin-Tempelhofs flygplats under denna tid var stängd för civil trafik.  Flygplatsen användes därefter som militär flygbas under återstoden av andra världskriget.
Den 20 juli 1944, 07:00, användes flygplatsen av översten Claus Schenk von Stauffenberg och hans adjutant Werner von Haeften som utgångspunkt för flygresan till Hitlers högkvarter Wolfsschanze i Ostpreussen, där Stauffenberg utförde det misslyckade 20 juli-attentatet mot Hitler och återvände samma dag.  Efter den efterföljande misslyckade statskuppen i Berlin under kvällen avrättades konspiratörerna, och till minne av händelsen finns idag en minnessten över Stauffenberg vid Rangsdorfer See.

### Efterkrigshistoria
Den 22 april 1945 intogs flygplatsen vid Rangsdorf av Röda armén och användes därefter som bas för sovjetiskt jaktflyg från den 16:e flygarmén. Basen användes under DDR-epoken fram till Tysklands återförening och stängdes slutligen 1994, i samband med att samtliga ryska förband enligt fyrmaktsöverenskommelsen för återföreningen lämnade tyskt territorium. Delar av flygbasen är idag internatskola, medan andra delar bebyggts med villor.  En mindre del av flygfältet används idag för modellflygning.
År 1996 stängde ortens gamla strandcasino, för att åter öppna som nybyggt badhotell och restaurang år 2000.

## Kommunikationer
Rangsdorf har en station på sträckan Berlin-Dresden, som trafikeras av regionaltåglinjerna RE 3 och RE 7 i riktning norrut mot Berlin, samt söderut mot Elsterwerda respektive Wünsdorf.  Planer på att återuppta pendeltågstrafiken mot Berlin, som varit nedlagd sedan 1961, har hittills inte förverkligats.
Orten har en avfart på Berlins ringmotorväg A 10.  I nord-sydlig riktning genomkorsas orten av förbundsvägen Bundesstrasse 96.

## Befolkning
Rangsdorf har haft en kraftigt växande befolkningsutveckling sedan Tysklands återförening 1990, en ökning med omkring 80 procent på 20 år, eftersom många nya villor byggts i området och kommunikationerna till centrala Berlin förbättrats.